# 小朋友齊打交二
《小朋友齊打交二》（英語：Little Fighter 2），香港免費2D動作遊戲。由兩名（當時為）大學生小熊（Marti Wong）和浩然（Starsky Wong）合作開發，於2002年推出的1.9版受到非常熱烈的歡迎，含有對戰模式、闖關模式、戰爭模式等玩法。遊戲不只在香港，在臺灣、中國大陸、以至在全球都風靡一時，已吸引超過5000萬的下載次數，是經典的對戰類動作遊戲。遊戲是以十鬥士為主線，其中主角為Davis，亦有其他隱藏人物如Julian（邪鬼）、Firzen（冰火佬）等亦廣受歡迎。2008年，兩人為紀念LF2十周年，推出2.0版本，並加入了生存模式（Survival）。
此遊戏曾於香港、澳門大受歡迎，之後陸續於英國、德國、美國、日本以及台灣的大眾廣受愛戴，也深受一些南美國家的人喜愛。該遊戏內容因與日本電子遊戲熱血系列的玩法類似而飽受動漫愛好者關注，有傳聞指作者小熊與熱血系列遊戏開發者有接觸，兩者遊戏間也有非常多關係。

## 簡介

### 開發歷程
《小朋友齊打交二》是《小朋友齊打交》的延續及《小朋友齊打交系列》第二作，僅供Windows平台下載。該作由香港遊戲開發者王國鴻加上香港中文大學計算機科學系同級學生王浩然二人攜手開發。
它主要以Visual C++與DirectX程式庫編寫，有別於前作C语言。於1998年開始製作，1999年10月18日推出測試，直到於2000年1月25日，二人推出0.1版本。自0.1版推出之後，他們其後積極努力及多次更新遊戲，包括加入更多遊戲角色、武器、背景，同時又開發新的遊戲模式（部分參照小朋友齊打交），又改善（A.I.），使遊戲的質素大爲提高。而全新的系統和圖形設計有別於前作，並繼承前作的混戰型以及角色，更支援八個玩家同時遊玩，遊戲共有24名角色，可選擇鍵盤或手柄的輸入設定操控角色，亦可以透過控制設定更改按鈕設定。由於遊戲有很大的耐玩度，控制簡單，而且有很多招式都可以互相接駁，因此它一直廣受玩家擁戴。
隨着前作成功和人氣力棒，王國鴻以此構思續集，起初選擇獨自開發，之後便與香港中文大學計算機科學系的同級學生王浩然一起合作。
2001年至2003年間，《小朋友齊打交2》最為流行。這段期間作者頻密地有新版本推出，而遊戲在香港和台灣大受歡迎。由小學生到大學生至中年等，各年齡層都有很多玩家。在完成了闖關模式的第5關後，於2002年9月27日，開發者發放了1.9版，並在破關畫面說明這是《小朋友齊打交2》的最後版本。於2005年8月19日，遊戲的官方網站再推出1.9c版，主要為了修正一些漏洞，並輕微修改戰鬥場景，而且把16位元解像度提升至32位元解像度，使圖像變得更清晰。有玩家卻指新版本的漏洞多過舊版本存在的問題。2.0版於2008年9月12日發佈，以迎接《小朋友齊打交2》推出十周年，當中包括新增一個關卡、新增遊戲錄影功能、加入背景音樂及改良連線系統等多個更新。

### 遊戲命名
王國鴻及王浩然曾將1.9版改名稱為「小鬥士（二）」，但於1.9c版推出以後都沿用原名。

### 十週年紀念更新
2008年5月2日，Little fighter Empire 管理員 MH-Razen 上載一篇名為「Chat with Marti」的文章，內容貼出了MH-Razen與其中一個開發者王國鴻之交談紀錄。王國鴻表示正在製作新版本（即2.0版）以紀念《小朋友齊打交二》推出十週年。同年9月12日，王國鴻與王浩然發佈了2.0版，當中新增一個關卡、遊戲錄影功能、並加入背景音樂及改良連線系統等。2.0版本有兩個新的密碼「herofighter.com」和「abc」，前者是用作闖關模式、戰爭模式、淘汰賽模式，甚至在遊戲示範的F6.F7.F8.F9等指令，後者是作.dat的程式碼解密為.txt和反之加密的debug用途。2009年7月11日，2.0a版發佈。他們將每個人物的圖檔分成左右邊兩個部份，為的是修正Geforce 9800顯示卡的程式錯誤。

### 重製版
《小朋友齊打交2》重製版（英語：Little Fighter 2 Remastered）於2025年7月19日發佈在Steam平台，是LF2的2.1版本。最初王國鴻計畫使用Unity和C＃進行翻新，但在單機版完成大約70%後，他決定轉而使用JavaScript，所以他必須從頭開始編碼。

## 遊戲方法

### 玩法
遊戲與前作玩法相至，於遊戲進入打鬥後，玩家可以控制上、下、左、右、攻擊、跳躍、防禦七種基本指令動作，還可使用連續技以一般攻擊、招式攻擊、道具攻擊三種互相配合，以及任何模式都可對電腦玩家作出指令。四個玩家可供在同一電腦控制，最多可以同時有八個玩家或電腦利用兩部電腦通過IP連接聯機對戰，LF2多連器2.0更提供多部電腦連入同一主機來進行遊戲。玩家可自由選擇十一名主要角色，隱藏角色則需要在載入時打密碼（破關後取得）。遊戲內有十個預設場景。除此之外，還提供了三個樣板供玩家自行設計場景。

### 模式
遊戲分為「對決模式」、「闖關模式」、「淘汰賽」、「戰爭模式」四個模式；另外亦有一個「遊戲示範」模式，但此模式中只會觀摩電腦控制著數個角色進行對戰，玩家不能夠參與其中。

### 道具
遊戲中不時會落下一些物件，有棒球、小刀、迴力鏢、棒球棍、鐮刀、石頭、木箱等武器，以及有回復能力作用的啤酒和牛奶。重型物件從空中落下時帶攻擊判定，但由於道具落下時會有影子出現，因此可作一定程度的回避，所以一般被重物砸死是不能作為戰敗的藉口。輕道具可以在滾地時拾起（Julian、Rudolf和Knight除外）。

### 角色
在遊戲中，角色主要可分成兩大種類：「十鬥士」、一般兵種和頭目角色。在1.7版本之前，玩家不可以選擇十鬥士以外的角色；自1.7版本更新以來，遊戲加入了新的密技。當玩家在任何畫面輸入指定字串即可開啟限制，允許玩家選擇全部角色。以下是《小朋友齊打交二》中出現的角色列表。

#### 十鬥士
- Davis

俗稱拳佬、拳術家，常被誤稱為David，是遊戲的主角。以拳術為主的角色，擅長近戰，遠攻能力稍弱，只有「氣功波」（可連發）一招，機動性稍差。各方面來說，算是十鬥士中性能和上手度較接近中等、普通的角色。但有全遊戲最高的連擊數，最快的出招速度以及最多變的連技組合，其招式還有連擊近身技「百烈拳」、近身技「飛車落」，而上鉤拳「昇龍霸」則是全遊戲中唯一一招超反攻（Louis爆甲只能使用一次，因此無視）。由於「昇龍霸」的特性，每當玩家近戰受擊時都可以確定反擊，在正式比賽中有限制次數。
- Woody

俗稱軍佬、軍人，主招式為飛踢攻擊，可瞬間轉移到同伴或敵人，一發可發出兩「氣功波」（上下分開）。其招式「虎翔霸」擁有在非直立狀態下提早輸入就可免去部份預備動作的特性，以及在招式完成後可進行滾地或二段跳躍等能力（「虎翔霸」正常在空中結束，且變為普通跳躍狀態，只要你不在這段時間多按攻擊鍵就可），配合「腳刀」（同樣之後可滾地和二段跳）使他被普遍玩家認為是十鬥士中機動性最高的角色。其他還有「瞬間移動（到朋友）」和「瞬間移動（到敵人）」。少數和Davis同樣有多變連技組合的角色，為單對單決鬥中的熱門角色。由於「虎翔霸」連續使用時機定性高，在正式比賽中有限制次數，Solf公制在連技時不受此限。
- Dennis

俗稱腳佬、踢擊家，以腿攻為主的角色，單對單能力強，群戰能力比較弱。移動速度很快，其飛踢起腳快、持續時間長。會用「氣功波」和「追蹤波」，近戰時可用「旋風腿」上下近距突襲，即使被擋住也可以在對方防禦狀態失效時反向攻擊，令對手無法防禦。因為其招式「百烈腿」有在被擊中後難以逃走的特性（攻速極快），因此即使是簡單的連技都可以對對手造成很大傷害，而抓人后能使用「旋風腿」连技把对方完全击倒才方休。由於連技傷害是全遊戲最強的角色之一，因此在比賽規則中有大量針對的禁招以限制其連技。
- Freeze

俗稱冰佬（冰人），是冰的主人，可變出「冷鋒之劍」、「冷凍波」，除了「冰霜拳」和「白色龍捲」外，他的所有招式均擁有把氣攻波變成我方「冷涷波」的能力（包括普攻、跳攻、衝跳攻，自身被捉住且扔出去也可，Deep的「破空斬」也受此特影響，Justin的氣攻波則不會受影響），其「冷涷波」速度非常慢但起手快可以用於近距突襲實戰經驗少的對手，斜發時更具有威脅性。生命值只剩三分之一以下時(或輸入密碼)，和Firen火人混合可變成隱藏頭目Firzen（冰火人）。其冰劍基本為單對單決鬥的道具神器，配搭其特殊的連技威力相當大，是在單挑中非常強大的角色，在Solf公制禁止補冰有第二次。
- Firen

俗稱火佬（火人），是火的主人，可出全遊戲中速度最快的「火焰彈」，亦可「烈火焚身」、「豪火球」以及「大轟炸」，生命值只剩三分之一以下時(或輸入密碼)，和Freeze冰人混合可變成隱藏頭目Firzen（冰火人）。移動速度慢，收招速度慢，機動性稍差。唯獨其火彈有高傷害，出招快，命中易的優點，且被命中方無法受身，基本為其單對單決鬥中的精髓所在。而「大轟炸」可用於突襲，但需消耗一些血量。他的火在團體戰中容易波及到隊友。
- Louis

俗稱鐵甲佬、鐵甲戰士，他的鎧甲擁有一擊自動防禦（可承受一擊，攻擊、防禦和跑步中急停時會消失，對屬性攻無效），其招式「旋風摔」可無視防禦直接捉着對手，其他還有「衝光拳」、「落雷霸」、「無影腿」、「鳳凰展翅」。和LouisEX相同為全遊戲中能跳得最高的角色加上其起跳速度和距離，其逃避近戰的能力非常高，並擅於空中投擲物品，近戰因為出拳慢但可以使用武器（武器攻速快）和自動防禦（龜甲）去採用被動式打法彌補該缺點。生命值只剩三分之一以下時(或輸入密碼)，可破甲（按防禦、跳躍、攻擊）變身成為隱藏頭目LouisEX，某程度上補足其原本的劣勢（因LouisEX太強，一般東方國家對戰中通常禁止使用）。
- Rudolf

俗稱忍佬、忍者，以鏢和刀為主武器，可出「五連鏢」、「刺虎」、「分身術」、「隱身術」和「變化術」(可抓住任何敵人變成對方)，「變化術」亦可以「分身術」配合使用，在有分身的情況下使用「變化術」會使分身們(及其分身)都變成本體「變化術」的目標。移動速度是全遊戲中第二（僅次於LouisEX但和Firzen相同），但因為其招式收招速度慢，機動性並非特別強。普遍玩家忽略閃現搭配刺虎的實用性，不熟悉近身鏢判定，而認為忍者的近戰能力稍弱。事實上，忍者為遊戲中唯一遠近雙兼的角色。若在無限MP模式，由於忍者能無限使用分身術，是遊戲中最強的角色。由於「分身術」和「隱身術」的強度很高，在正式比賽中有限制次數，並且禁止分身後易容，因強度太失衡，是十鬥士中被禁招最多的角色。
- Henry

俗稱箭佬、弓箭手，有「五連矢」及「穿空箭」，又可出「降龍掌」，近戰能力非常弱，但可透過跳躍射擊、回馬槍倒射和其他技巧補救，十斗士中唯一一个能斜向闪避的角色。對幾乎全部近距離角色來說，其吹笛招式「魔王之樂章」幾乎無解，更被視為十鬥士中的最強招式之一，以致玩家在單對單決鬥時一般也會限制吹笛技能的使用次數（東洋制規定為兩次，吹至頂點必須放掉）。由於容易上手卻強度失衡的關係，在早期一些比賽甚至禁止使用吹笛（但因禁笛後的Henry太弱，因此改為限制次數），Solf公制則可以完全吹完，確保Henry的傷害。
- John

俗稱巫佬、魔法師，以防守為主，所有招式都是紫色，技能有「魔法彈」、「治療自己」、「治療別人」、「防護壁」以及「氣旋斬」，擅長持久戰。近戰能力不高，在一對一決鬥中，相較於技術，使用者更加需要良好的對戰觀念，以預測對手動向施展技能應對。近戰熟練者於暈擊玩家後可配合盾接駁連技。在一對一決鬥中算是難使用的角色之一。由於John的防禦力太強，有可能因過量防禦令比賽節奏拖慢，正式比賽中使用「治療術」有次數限制，並且「氣旋斬」和「防護壁」在場上的數量亦有限制。
- Deep

俗稱劍佬、劍士，專長為近身戰，移動速度為十鬥士中最慢，以致其機動性稍差，幾乎無遠距離攻擊能力（即使其衝跳攻是群攻，但距離和持續時間短）。其招式傷害及物理攻擊距離為十鬥士中最高，亦因此擁有很強的空中攻擊能力，其部份技能有擊飛和壓制的效果，使其能輕易破解其他大部分近距離角色的招式。技能有「破空斬」、「霸王斬」、「屠龍斬」、「鬼哭斬1」、「鬼哭斬2」（要抓住敵人，再放鬼哭斬），不論群戰與單挑都是熱門角色。

#### 一般兵種
- Bandit—士卒

暱稱小B，闖關模式中普遍的敵人（紅頭巾），第三關開始擔當人質（水藍頭巾），與Template一樣沒有任何招式，基本特性和他相同，但跑攻的攻擊判定生效較快，作戰能力、速度和跳耀力亦稍高於Template。開發時間表稱此為第一位正式角色，並非Template。
- Hunter

暱稱獵人，闖關模式中普遍的敵人（紅頭巾），第三關開始擔當人質（水藍頭巾），沒有特別招式，和Henry一樣是用弓與箭來攻擊，但攻速較Henry慢，跳攻和反向衝跳攻都只能一下且沒有後座力，同可倒射。
- Mark

俗稱壯漢或肌肉男，擁有強健的肌肉，近身搏鬥能力非常強，投擲力僅次於LouisEX，可使出「超破壞拳」、「人肉戰車」等肉搏招式，與騎士配合為非常無賴，但有效的二對二組合。闖關模式中普遍的敵人（深綠褲子），第一關的最終頭目，只在第二、三關擔當人質（藍褲子）。
延伸人物:TiedMark(改版人質Mark，藍褲子，身上被繩子綑綁還能走路、跑步、跳躍。)
- Jack

俗稱學生，全部五關擔當人質的角色（黑褲子），同時第3-1關開始成為反方（啡褲子），有些微的格鬥能力，可使出「氣功波」半連發和奔跑中出「筋斗腳刀」等招式。
- Sorcerer[註 1]

俗稱巫師或術士，常被誤以為女性，全部五關擔當人質的角色（水藍袍子），同時第3-1關開始成為反方（綠袍子），和John一樣是魔法師，可「治療自己」和「治療別人」，甚至能放出「冷凍波」與「火焰彈」，除了Firzen、Firen、Freeze外唯一可以使用屬性攻擊的小卒角色，只有他及Firzen能同時使用冰火雙屬性。
- Monk

俗稱和尚，第3-1關開始擔當人質的角色（灰袈裟），第5-1關唯獨一次成為反方（啡袈裟），投擲力不錯，可出氣功「密宗大手印」半連發，出招時及跑踢一瞬間有防禦判定從而不易被阻止攻擊。
- Jan

俗稱天使或巫婆，原作遊戲中唯一確定的女性角色，第4-1關開始擔當人質的角色（藍禮服），其後亦同時以反方姿態對戰（桃紅禮服）。是一位祭師，招式皆為群體性，可放出「魔鬼之裁判」（追蹤攻擊技）或「天使之祝福」（追蹤治療技），水晶球防禦帶有反射能力。
延伸人物:Janice(改版人質Jan，粉藍禮服。)
- Knight

俗稱騎士，有兩擊自動防禦能力（對屬性攻無效），普攻傷害為全遊戲最高，使其成為單對單決鬥中的黑馬。另外，他的盾牌使他有和冰火人相同的強大反射能力。可說是全遊戲防禦力最高的角色，與Mark配合為非常無賴，但有效的二對二組合，唯一手持道具仍可轉回普通攻擊的角色，而且是固定的三連擊動作，在5-1關開始登場。唯獨戰爭模式藍軍Team 1制服為鐵灰色盔甲，紅軍Team 2和闖關均為藍灰色盔甲。
- Justin

俗稱小邪鬼或邪仔，貌似Julian，但能力差很多，攻擊方式以拳作近身為主。技能有反向出「氣功波」和「狼拳」，在5-2關開始登場。唯獨戰爭模式藍軍Team 1制服為深藍色麻布衣，紅軍Team 2和闖關均為紫色麻布衣。

#### 隱藏頭目
- Bat

俗稱蝙蝠佬（蝙蝠人），技能有「吸血蝙蝠」、「激光眼」和「速拳」，普遍受到忽略的角色，主要是因為其本身沒有突出的長處和特色。表面設定為與主角相等的反派，事實上是遊戲中第四強的角色。其最大的優點為各項能力也非常平均，在單對單決鬥中，其招式「吸血蝙蝠」隨敵方人數而增加數量（最少三隻）擁有遊戲中十分強大的Z軸攻擊能力，再加上蝙輻自帶的追踪和三擊破防或擊暈的能力，無疑是非常難纏的。在闖關模式5-2出現，擊敗後會歸化。
- LouisEX

俗稱爆甲佬，三叉戟戰士，使用角色Louis可在血量低於三分之一時「爆甲」使用。速度極快，可出氣功，及投擲力為所有角色中最強的，並且是全遊戲移動速度最快的角色，機動性極高。普遍認為其有全遊戲最強的衝刺跳躍攻擊以及普通跳躍攻擊能力，除遠戰角色（Henry、Rudolf和Hunter）外普攻攻距最長的角色，普攻攻速僅次於Firzen、Julian（相差一影格）。技能有「衝光拳」、「落雷霸」、「鳳凰亂舞」和「鳳凰展翅」。設定上為遊戲中第三頭目。在闖關模式3-5，5-3出現，擊敗後會歸化。
- Firzen

俗稱冰火佬（冰火人），以冰火交融的招式為主，招式具有自動追蹤能力。其強度普遍有很大爭議，他的招式「極地火山」擁有全遊戲中最高輸出，但其中夾集很大的運氣成份，而且在玩家對玩家決鬥中某程度上難以命中。技能還有「冰炎光龍砲」和「天厄滅絕」。事實上，其衝跳攻傷害為全遊戲最高，而且普攻攻速是全遊戲中最快（和Julian相同，但攻擊判定生效時間比Julian快一影格），連技傷害度也是全遊戲最高。即使並非真正最強，但絕對是屬一屬二的角色。在闖關模式4-5，5-4出現。可以透過冰人(Freeze)與火人(Firen)在血量低於三分之一時合體獲得，維持兩分鐘三十秒後自動解體冷卻一分鐘才能以相同條件再次合體（可按防禦、跳躍、攻擊中途強制解體）。設定上為遊戲中第二頭目。而操控者會交付給血量多的玩家(如果是和AI合體操控者歸玩家所有)
- Julian—邪鬼

又俗稱豬臉或朱利安，招式均帶紫色的光，具有連屬性攻都無效的兩擊自動防禦能力（缺點是恢復時間長），普攻兩擊擊暈、「連環重炮」攻速極快（被擊中後連按防禦的空隙也沒有）且具追縱能力，「邪閃波」速度快而且即使遭到破解也會以無視防禦的爆炸結束，「化為烏有」範圍極大且傷害高，「殘影」可以在快被擊暈時逃走，配合自身的自動防禦即使只用基本動作也非常難纏，而「流星拳」和「上鉤拳」也是單打群打都非常棘手的實用技。若為玩家控制，除非實力差距大，純粹使用十鬥士在合乎競技精神的前題下基本無法戰勝，為全遊戲中最強之角色；但若控制者為AI，則能透過AI盲區戰勝。在闖關模式5-5出現，為本遊戲最終BOSS。

#### 特殊角色
- Template—樣版人

俗稱透明人或隱形人，並沒有任何招式，2D電腦玩家或練習基本技術可用，同時亦當作七人沙包在對決模式訓練。可供玩家自製角色的模板。跟Bandit、Monk可以打至對方眩暈時跳攻屈打，普通攻擊結束技是上勾拳，相比Bandit的踢飛可以進行防受身追擊。測試版本有藍紅兩色之分，實裝已經刪除改成現在的白色。

## 遊戲評價
《小朋友齊打交二》自2001年以來受遊戲原產地香港，以及海外如台灣、日本、美國、德國、英國、俄羅斯、土耳其、瑞典以至巴爾幹半島的阿爾巴尼亞的玩家歡迎。就《小朋友齊打交二》的官方網頁中所示，瀏覽人數接近5000萬人次，而 Download.com 1.9c版《小朋友齊打交二》的下載次數則接近1000萬次，同時獲得眾多好評，網站 CNET 和 Download.com 也都評價《小朋友齊打交二》整個遊戲和玩法滿意度有四顆星。於2007年11月出版的雜誌 PC World 說明《小朋友齊打交二》的遊戲「容易上癮、容易發揮」。

## 衍生作品

### 非官方修改
指玩家透過非官方推出的檔案修改器，可簡易地覆蓋LF2遊戲原始碼，達到編寫、創造出與眾不同的人物與招式，隨著改檔的普及演變出多個不同的修改版本。

### 小朋友齊打交Online
開發者朱仲豪與王國鴻合作開發的線上遊戲，是依據《小朋友齊打交二》的內容而製作。於2004年10月22日在香港發行，台灣則在2006年6月15日發行，於2016年1月27日已經結束營運。

### 英雄大作戰
開發者王國鴻於2008年8月開始製作，與《小朋友齊打交系列》一樣的混戰型遊戲。於2009年7月21日發放測試版，同年7月31日發放0.1版，目前遊戲仍在開發中。與《小朋友齊打交二》比較，連線遊戲變得多元化，不但可自行設立伺服器，還可在公開情况下選擇伺服器。在遊戲上有重大的改變，遊戲新增了更多的動作以增加技術性，是玩家練習的選擇，使得遊戲更有樂趣感。此外，該遊戲的角色不再是《小朋友齊打交系列》中的，角色中的招式亦減少。遊戲中雖然有較多的BUG，但作者也在每個新版本發佈後發放修復版本，以保持遊戲質素。
但遊戲被中國駭客破解，不必花錢就能獲得所有角色使用權，使王國鴻放棄已無賺頭的PC版，將本遊戲改往時下最流行的手機發展。

### 英雄大作戰X
2015年5月26日，HF移植到手機上，於6月推出《Hero Fighter X》（中文：英雄大作戰X，下稱HFX）。HFX將會以手機遊戲形式登陸於Google Play Store及Apple App Store。作者小熊以Martial Studio Limited身份公開HFX宣傳片，遊戲開發接近7年時間，有7個遊戲模式（包括Training,Story,Mission,Duel,Battle,Team Fight,Tournament）及超過300個關卡，在手機上體驗與超過一百名英雄實時策略戰鬥的遊戲。

## 備註
1. ↑  在本遊戲中似乎為男性（因看不到臉孔）。
2. ↑  事實上是開發者不擅長畫女性。

## 外部連結
- 官方网站
- LF2之父小熊專訪 － 香港獨立遊戲開發者的血與淚 （页面存档备份，存于）